# 馬斯利夫卡 (特羅伊齊克區)
49°56′49″N 38°35′15″E / 49.94694°N 38.58750°E
馬斯利夫卡（烏克蘭語：Маслівка）是位於烏克蘭東部的村莊，由盧甘斯克州斯瓦托韋區的特羅伊齊克市鎮負責管轄。該村始建於1950年，面積1.7平方公里，海拔高度171米，2001年人口12，人口密度每平方公里7.1人。